# Avenue Charles Michiels
L'avenue Charles Michiels (en néerlandais : Charles Michielslaan) est une rue bruxelloise de la commune d'Auderghem et de Watermael-Boitsfort qui va de la rue du Brillant à l'avenue de Beaulieu sur une longueur de 430 mètres.

## Historique et description
L’avenue Michiels faisait partie du très vieux chemin des Meuniers.
La construction des lignes de chemins de fer Bruxelles-Namur (1854) et Bruxelles-Tervuren (1881) scinda ce vieux chemin et le dévia par un pont au-dessus du chemin de fer à hauteur de Beaulieu. Du fait de la vue remarquable qu'il offrait, on appela ce pont le pont de Belle Vue.
Le 22 juin 1928, le collège donna le nom de la rue à la partie entre l’avenue d’Orjo de Marchovelette et ce pont.
Le nom vient du soldat Charles Michiels, né le 26 décembre 1894 à Auderghem, tué le 28 septembre 1918 à Langemark par balle lors de la première guerre mondiale.
Malgré un nom de quartier doublon à Anderlecht et diverses requêtes d’habitants en 1933 et '34 pour adopter le nom de Belle Vue, le collège refusa de revenir sur sa décision.
- Premier permis de bâtir délivré le 15 juin 1928 pour le n° 211.